# Berlocke
Die Berlocke (entlehnt aus französisch breloques, auch berloques, „Anhängsel“) ist ein kleiner Schmuckanhänger aus Edelstein, Elfenbein, Metall, Porzellan oder anderen wertvollen Materialien. 

## Berlocken der nordischen Eisenzeit
In der Frühgeschichtlichen Archäologie wird als Berlocke ein spezieller Typ von Schmuckanhängern bezeichnet, der zwischen der Zeitenwende und dem Frühmittelalter vor allem in Nordeuropa und insbesondere anfangs teils aus Gold hergestellt wurde. Die Konzentration auf Dänemark (insbesondere Bornholm) und Skandinavien ist deutlich, doch kennt man Berlocken auch aus Deutschland, Polen und Tschechien.
Die älteste (in Skandinavien durch Funde nicht belegte) Form, die dem 1. Jahrhundert n. Chr. zugehört, hat ein einfacheres Dekor und fast kugelrunde Form (Typ I nach Adriaan von Müller 1928–2021). Die etwas jüngere Form (Typ II), hat eine fast flache, umgekehrte Birnen- oder Zirbelnussform, und die jüngste Form (Typ III), war derart gebräuchlich, dass birnenförmigen Berlocken etwa 60 Prozent aller Anhänger im Fundmaterial  ausmachen. In Norwegen ist die "Berlokk" vom Gräberfeld von Vereide als einer der wenigen in Norwegen gefundenen belegt.
Die jüngeren Berlocken (etwa 70–210/220 n. Chr.) haben zumeist ein fast gänzlich von aufgelegten Golddrähten bedecktes Oberteil. Berlocken fand man fast nur in Frauengräbern. Doch es sind zwei Gräber aus Jütland bekannt, bei denen der Bestattete vermutlich ein Mann war. Beide Gräber enthalten die ältere Form der Berlocken. Es ist möglich, dass der frühe Typ sich noch nicht zum reinen Frauenschmuck entwickelt hatte. 

## Berlocken in der Mode des Rokoko
Die Mode des Rokoko, sich Berlocken als Anhänger und Ziergehänge am Uhrband oder an der Uhrkette (Chatelaine), aber auch am Charivari anzuhängen, kam im späten Rokoko zuerst in Frankreich auf, erreichte gegen 1785 ihren Höhepunkt und war zur Jahrhundertwende bereits passé. Eine moderne Form dieser Art Schmuck ist das Bettelarmband. Als Trachtenschmuck gibt es noch Berlocken vor allem im Alpenraum.
Die Berlocken kommen im Novellenkranz Das Sinngedicht von Gottfried Keller vor.